# Jake Stephens
Jake Stephens (Bunker Hill (Virginia Occidental), 5 de noviembre de 1999) es un baloncestista estadounidense. Con 2,11 metros de estatura, juega en la posición de pívot.

## Trayectoria deportiva
Es un escolta formado en la Musselman High School de Inwood (Virginia Occidental) hasta 2018, cuando ingresó en el Instituto Militar de Virginia, donde jugaría durante cuatro temporadas la NCAA con los VMI Keydets, desde 2018 a 2022.
En 2022, ingresa en la Universidad de Tennessee en Chattanooga, situada en Chattanooga, Tennessee, donde jugaría durante una temporada la NCAA con los UTC Mocs.
Tras no ser elegido en el draf de la NBA de 2023, firma por los Sacramento Kings con los que disputa la liga de verano de la NBA.
El 28 de octubre de 2023, Stephens fue asignado a los Stockton Kings, filial de los Sacramento Kings.
El 18 de diciembre de 2023, fue adquirido por los Capital City Go-Go de la NBA G League, con el que promedió 8 puntos, 5,2 rebotes y 2,4 asistencias en 30 partidos disputados.
En verano de 2024, firma por los Charlotte Hornets con los que disputa la liga de verano de la NBA.
El 14 de agosto de 2024, firma por el Obradoiro Club de Amigos del Baloncesto de la Primera FEB. El 20 de febrero de 2025, finaliza su contrato con el conjunto gallego.